# Cornides István
Cornides István (Komját, 1920–1999) egyetemi tanár, az 1956-os forradalmi ifjúság tanári koordinátora.

## Élete
Evangélikus családban született. Révkomáromban a Komáromi Bencés Gimnáziumban érettségizett. Az első bécsi döntés után az Eötvös Kollégium tagja és a Pázmány Péter Tudományegyetem matematika-fizika szakos hallgatója lett.
1942-től a Gyakorlati Fizikai Intézetben Békésy György munkatársa, díjtalan tanársegéd. Békésy György ekkor dolgozta ki az a kísérleti és gyakorlati fizika korszerű tanításának koncepcióját. 1944-ben részt vett a komáromiak tihanyi cserkésztáborozásán. 1944 októberében katonai behívót kapott, Németországba vitték és angol hadifogságba esett. 1946 őszén került haza és az intézetbe vissza. Békésy György egy nappal korábban meghívásra elutazott Stockholmba és később már nem térhetett vissza. A korábban megkezdett munkát Cornides egyedül folytatta.
A fizikaszakos tanárjelöltek részére megszervezte a demonstrációs kísérletek gyakorlatát és korszerű tanműhelyt vezetett, hogy a hallgatók meg tudják tervezni és kivitelezni egyedi kísérleti eszközeiket. Elvállalta a vegyész hallgatók fizika oktatását is és megszervezte a vegyészképzés igényeihez illeszkedő laboratóriumi gyakorlatokat.
Az 1950-es évek elején bekapcsolódott a meginduló tömegspektrometriai kutatásokba. Magyarországon elsőként rádiófrekvenciás tömegspektrométert épített kidolgozta annak optikai modelljét, vizsgálta az ionforrásban lejátszódó folyamatokat, amelyek a mérési eredményeket alapvetően meghatározzák. Gyakorlati tömegspektrometriai vizsgálatokat végzett.
Az 1956-os forradalom alatt az Eötvös Loránd Tudományegyetem Természettudományi Kara Forradalmi Bizottságának elnökévé választották, emiatt 1957-ben több hónapra börtönbe került. Szabadulása után nem oktathatott. 1957-1964 között Kazincbarcikán a Borsodi Vegyi Kombinátban műszerész-szakmunkásként helyezkedett el, ahol megbízták a laboratórium vezetésével. Tömegspektrometriás vizsgálatokkal járult hozzá az üzem megindításához.
A Nehézipari Minisztérium egyetértésével óraadóként taníthatott a minisztériumhoz tartozó vegyipari technikumban, majd a főiskolán.
1964-ben a Nehézipari Minisztérium támogatásával a Miskolci Nehézipari Műszaki Egyetemen docensként megbízták a Fizika Tanszék vezetésével. Ezt hamarosan azonban el kellett hagynia. 1966-tól 1985-ös nyugdíjazásáig a Bányászati Kutatóintézet tudományos munkatársa és a Tömegspektrometriai Laboratórium vezetője volt.
1968-tól kezdve nagy áldozatvállalással segítette a fizika és kémia oktatását, a tanárképzést a Nyitrai Pedagógiai Főiskolán és az ebből alakult Konstantin Egyetemen is. Szlovákia kormánya lehetővé tette, hogy 1990-től hivatalosan is vendégprofesszorként taníthasson. Tömegspektrometriai Kutatócsoportot hozott létre, amely mára a klaszterkémia jelentős tudományos műhelyévé nőtte ki magát.
1990-ben az ELTE rehabilitálta és címzetes egyetemi tanári titulust adományoztak részére. 1994-ben elnöke volt a Budapesten megrendezett 13. Nemzetközi Tömegspektrometriai Konferenciának. Két ízben vendégprofesszor volt a Tokiói Nemzetközi Egyetemen.

## Elismerései
- 1982 Csehszlovák Tudományos Akadémia Johanes Marcus Marci emlékplakettje
- 1992 A Magyar Köztársaság középkeresztje
- 1994 Than Károly emlékérem
- 1997 Náray-Szabó István díj
- 1999 Konstantin Egyetem ezüstérme

## Művei
A tömegspektrometria módszertana és alkalmazása körében végzett kutatómunkájának eredményeit százhúsznál több tudományos dolgozatban, összefoglaló cikkben és könyv-fejezetben közölte.